# رونان لوكروم
رونان لوكروم (بالفرنسية: Ronan Le Crom)‏ (مواليد 13 يوليو 1974 في لوريينت - فرنسا) لاعب كرة قدم فرنسي يلعب حاليا لصالح نادي الدرجة الأولى غرونوبل الفرنسي منذ 2008 في مركز حارس مرمى .

## روابط خارجية
- رونان لوكروم على موقع الاتحاد الأوربي (الإنجليزية)
- رونان لوكروم على موقع رابطة كرة القدم الفرنسية للمحترفين (الإنجليزية)
- رونان لوكروم على موقع قاعدة بيانات كرة القدم.إي يو (الإنجليزية)
- رونان لوكروم على موقع ليكيب (الفرنسية)
- رونان لوكروم على موقع Soccerway.com (الإنجليزية)
- رونان لوكروم على موقع عالم كرة القدم.نت (الإنجليزية)
- رونان لوكروم على موقع AS.com (الإسبانية)